# Suomen Rauhanyhdistysten Keskusyhdistys
Suomen Rauhanyhdistysten Keskusyhdistys, SRK (Finlands fridsföreningars centralförbund), som grundades 1906, är de finländska gammallæstadianska fridsföreningarnas centralorganisation. SRK:s huvudkontor finns i Uleåborg. Organisationen publicerar tidningar, böcker och fonogram.
SRK:s högsta beslutande organ är fridsföreningarnas ombuds årsmöte, som väljer en styrelse som består av 24 ledamöter, vilka är predikanter inom SRK. Styrelsens ordförande är (sedan 2017) Matti Taskila. Juha Kaarivaara är generalsekreterare.l
En utredning inom rörelsen 2010 visade att det har förekommit många fall av sexuellt utnyttjande. En del av dem som utnyttjade barn var rörelsens egna predikanter.
SRK har systerorganisationer i Sverige, USA, Kanada, Ryssland och Estland och bedriver mission i flera länder.
I början av 1960-talet bröt sig gruppen Elämän sana ur SRK, på grund av en tvist om tolkningen av den lutherska bekännelsen.